# Assedio di Belgrado (1717)
L'assedio di Belgrado del 1717 ebbe luogo nel corso della Guerra austro-turca dopo la vittoria austriaca di Petervaradino e si concluse il 17 agosto 1717 con la conquista della fortezza di Belgrado da parte delle truppe austriache al comando di Eugenio di Savoia.

## Antefatto
Dopo i successi del 1716 Eugenio di Savoia perseguì il successivo, logico obiettivo: la conquista della piazzaforte di Belgrado. La città si trova esattamente alla confluenza della Sava con il Danubio. La fortezza, situata in un'ansa della Sava, è attaccabile solo da sud. Il valore strategico di questa posizione sta nel baluardo che costituisce sia contro gli attacchi da sud-est che contro quelli provenienti da nord-ovest ed era per questo motivo un posto chiave nei Balcani sia per gli austriaci che per l'impero ottomano.
Nel 1688 Belgrado era già stata strappata agli ottomani con un assedio, ma già due anni dopo era tornata in mano turca.
Il principe Eugenio era stato ferito seriamente in quell'assedio ed aveva fortemente sostenuto la necessità dei una flottiglia fluviale armata da impiegarsi sul Danubio, che egli riteneva indispensabile per poter conquistare Belgrado, cosa che con il sostegno dell'imperatore fu realizzata. Il compito della flottiglia del Danubio era quello di fornire assistenza e supporto all'esercito imperiale. L'equipaggio della flotta in gran fretta realizzata fu reclutato sbrigativamente nei Paesi Bassi.
Alleati dell'Austria erano in quel momento la Russia, che peraltro si limitava ad una prudente linea di difesa, una pace armata, e la Polonia, entrambe ancora militarmente impegnate nella Grande guerra del nord contro la Svezia di Carlo XII. Si aggiungevano gli stati del Sacro Romano Impero, che tuttavia si limitarono a fornire modesti contributi in denaro. All'ultimo momento si schierò a fianco dell'Austria anche la Baviera.

## I preparativi e l'assedio

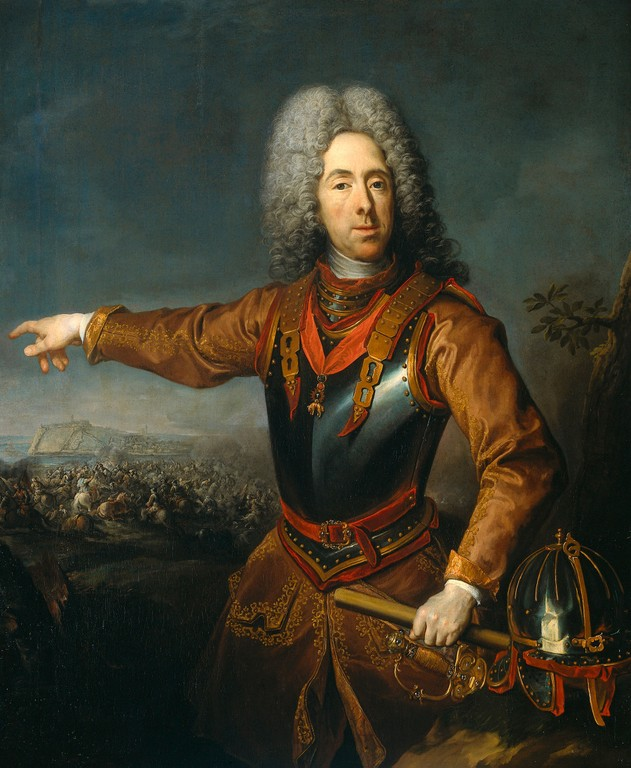
Eugenio di Savoia

Il 13 maggio 1717 il principe Eugenio lasciò Vienna ed entrò con le sue truppe in Futak. Ancor prima che le truppe si fossero radunate, il giorno 21, Eugenio intraprese la marcia verso Belgrado con circa 70 000 uomini cui si aggiunse un corpo di 6 000 bavaresi (comandato dal generale Alexander von Maffei) ed altre truppe austriache di stanza nel Banato, che lo raggiunsero a Futog portando l'armata ad una consistenza di circa 100 000 unità. Inoltre la flottiglia del Danubio era costituita da una cinquantina di imbarcazioni di vario tipo e dieci navi da guerra armate di artiglieria leggera. Eugenio intendeva portarsi presso la città ed iniziarne l'assedio il più presto possibile onde precedere un eventuale ingresso in città da parte dell'esercito turco.
Il problema maggiore era che la fortezza poteva essere attaccata solo da sud, e l'avanzata poteva avvenire solo attraversando il Danubio o la Sava. Egli scelse la via diretta attraverso la più stretta Sava, però da quel lato le difesa della fortezza erano più solide. Su consiglio di un suo generale si scelse tuttavia di riattraversare da est il Danubio. Poiché gli ottomani presumevano che a nessun nemico sarebbe venuto in mente di attraversare la corrente in un punto in cui il fiume era così largo, l'esercitò austriaco riuscì ad attraversare quasi indisturbato il fiume fra il 15 ed il 16 giugno. Immediatamente si diede inizio alla postazione dei pezzi in batteria e nel contempo le truppe imperiali si diedero allo scavo di trinceramenti sul fronte della fortezza (linea di contravallazione) ed alle spalle dell'esercito (linea di circonvallazione), poiché al principe Eugenio era stato riportato che un esercito di liberazione ottomano forte di 150 000 uomini fosse in marcia su Belgrado. Il 28 luglio infine l'armata di liberazione ottomana arrivò ma non intraprese alcuna azione contro gli assedianti bensì prese anche lei a scavare trincee.
Ora gli assedianti erano diventati assediati ed il piano originale del principe Eugenio veniva meno e pareva che l'esercito ottomano, non attaccando, volesse lasciare che quello austriaco si logorasse, non riuscendo così a prendere la città. Ora le truppe di Eugenio si trovavano fra le ganasce di una tenaglia: la piazzaforte e un esercito nemico di 150 000 uomini. Fra perdite, colpi di cannone da entrambe le parti e febbri malariche, Eugenio vedeva le sue forze lentamente ridursi.

## Il combattimento finale

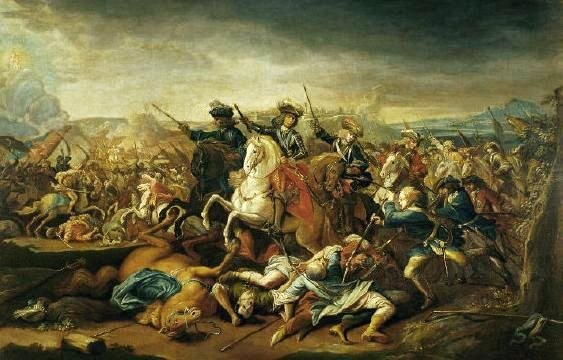
Eugenio di Savoia nel corso della Battaglia di Belgrado

La situazione del momento era piuttosto pericolosa, poiché gli ottomani avevano tutto il tempo che desideravano per lasciar logorare le truppe nemiche in un assedio senza fine. Quando la situazione appariva ormai piuttosto minacciosa per le truppe imperiali, il 14 agosto Belgrado fu sconvolta all'improvviso da una potente esplosione: un proietto di mortaio aveva colpito il magazzino delle polveri esplosive della fortezza e nell'esplosione perirono più di 3 000 difensori. Grazie a questo effetto e con la prospettiva d'altro canto di una lenta ma definitiva sconfitta, il principe Eugenio ordinò il giorno successivo l'attacco all'armata di ottomana: alla mezzanotte del 16 agosto avrebbe avuto luogo l'attacco con la fanteria al centro e la cavalleria alle ali. A parte coloro che erano impegnati nella difesa delle trincee di fronte alla fortezza, avrebbero tutti dovuto partecipare all'attacco.
Un attacco notturno in quell'epoca era una novità ed i turchi furono colti di sorpresa. Dopo le prime ore di combattimento, quando già albeggiava, i turchi intravidero una apertura nel centro dello schieramento austriaco e vi penetrarono in forze ma un contrattacco della cavalleria austriaca della riserva, guidato da Eugenio di Savoia in persona, non solo li respinse ma assalì anche le trincee gettando lo scompiglio nello schieramento ottomano ed i soldati turchi si dettero alla fuga: alle 10 della mattina la battaglia era già vinta dagli austriaci. La guarnigione di Belgrado capitolò dopo la sconfitta dell'esercito in cambio di un salvacondotto ed uscì dalla città. Le perdite ottomane ammontarono a circa 20 000 unità oltre ad una gran quantità di materiale, munizioni e bocche da fuoco.

## Conseguenze
Belgrado cadde così in mani austriache ed un anno dopo venne firmata la pace di Passarowitz (odierna Požarevac) (2 luglio 1718) con la quale l'Austria ottenne, a spese dell'impero ottomano, il Banato, Belgrado e la Serbia settentrionale, alcune rettifiche sul confine fra la Transilvania e la Valacchia ed altri territori circostanti. L'Impero raggiunse così la sua massima espansione nei Balcani. Belgrado rimase territorio sotto il dominio austriaco per oltre vent'anni ma il 22 luglio 1739 l'esercito austriaco, comandato dal feldmaresciallo George Olivier Wallis fu sconfitto, proprio nei pressi di Belgrado, a Grocka dall'esercito turco guidato da un ex generale francese ed ex generale austriaco, Hunbarach Ahmet Pascià. Con il successivo trattato di Belgrado (settembre 1739), la città e tutti i territori acquisiti con la pace di Passarowitz escluso solo il Banato, tornavano sotto il dominio turco.

## Curiosità
Esiste una canzone popolare tedesca Prinz Eugen, der edle Ritter (il Principe Eugenio, il nobile cavaliere) che racconta le gesta del Eugenio di Savoia in questo assedio.